# 위례초등학교 (경기)
위례초등학교(慰禮初等學校)는 대한민국 경기도 하남시에 있는 공립 초등학교이다.

## 연혁
- 2014. 12. 31. 경기도립학교 설치조례 시행
- 2015. 11. 09. 위례초등학교 초대 교장 이 희 취임
- 2015. 11. 09. 위례초등학교 개교
- 2015. 11. 09 위례초등학교 6학급, 유치원 2학급 편성
- 2016. 03. 01. 위례초등학교 23학급, 유치원 3학급 편성
- 2018. 03. 01. 위례초등학교 2대 교장 김신영 취임
- 2018. 03. 01. 위례초등학교 39학급, 유치원 3학급 편성
- 2019. 03. 01. 위례초등학교 44학급, 유치원 3학급 편성
- 2020. 03. 01. 위례초등학교 제 3대 교장 신조 취임
- 2020. 03. 01. 위례초등학교 54학급, 유치원 3학급 편성
- 2021. 03. 01. 위례초등학교 58학급, 유치원 3학급 편성
- 2022. 03. 01. 위례초등학교 61학급, 유치원 3학급 편성